# Dacrymyces chrysospermus
Dacrymyces chrysospermus is een soort gelatineuze schimmel uit de familie Dacrymycetaceae. De soort is saprotroof en groeit op dood naaldhout. Hij is bekend van den.

## Kenmerken
Het vruchtlichaam is gelatineus, feloranje en extreem variabel van vorm, maar meestal komvormig, hersenvormig of golvend. Ze komen vaak voor in groepen en vloeien vaak samen om complexe massa's te vormen met een diameter tot 6 cm. Dacrymyces chrysospermus werd oorspronkelijk beschreven vanuit New England, maar zou een wereldwijde verspreiding hebben. Microscopisch onderscheidt het zich van de meeste andere soorten Dacrymyces door zijn relatief grote (18-23 × 6,5-8 µm), 7-septate basidiosporen. Verder ontbreken gespen aan de basis van de basidiën en bij de septen van de hyfen.

## Verspreiding
In Nederland is de verspreiding nog onbekend, maar hij is gevonden is slechts een atlasblok.